# Park Narodowy Te Urewera
Park Narodowy Te Urewera (ang. Te Urewera National Park) – jeden z czternastu parków narodowych w Nowej Zelandii. Zlokalizowany jest we wschodniej części Wyspy Północnej i z powierzchnią 2127 km² jest największym parkiem narodowym na tej wyspie. Został utworzony w 1954 roku. Tak jak pozostałe parki narodowe w Nowej Zelandii, jest zarządzany przez Department of Conservation.
Ważne miejsca w parku to Jezioro Waikaremoana i Jezioro Waikareiti. Park został utworzony z zamiarem chronienia tych jezior i ich okolic, a w późniejszych latach był rozszerzany. Jezioro Waikaremoana okrąża jeden z kilku znanych nowozelandzkich długich szlaków turystycznych zwanych Wielkimi Szlakami – Wielki Szlak Jeziora Waikaremoana.

## Flora
Szata roślinna parku zawiera 650 gatunków roślin występujących naturalnie w Nowej Zelandii. W północnej części dominują lasy rimu i tawa, natomiast w południowej przeważają lasy bukowe.

## Fauna
W Parku Narodowym Te Urewera zamieszkują wszystkie gatunki ptaków występujące naturalnie na Wyspie Północnej oprócz weki.